# Liste der Baudenkmäler in Augsburg-Georgs- und Kreuzviertel
In der Liste der Baudenkmäler im Georgs- und Kreuzviertel sind die Baudenkmäler im Augsburger Stadtbezirk Georgs- und Kreuzviertel im
Planungsraum Innenstadt
(I)
aufgelistet. Zu diesen Baudenkmälern gibt es auch eine Bildersammlung.
Diese Liste ist eine Teilliste der Liste der Baudenkmäler in Augsburg. Grundlage der Liste ist die Bayerische Denkmalliste, die auf Basis des bayerischen Denkmalschutzgesetzes vom 1. Oktober 1973 erstmals erstellt wurde und seither durch das Bayerische Landesamt für Denkmalpflege geführt und aktualisiert wird. Die folgenden Angaben ersetzen nicht die rechtsverbindliche Auskunft der Denkmalschutzbehörde.

## Einzelbauwerke
| Lage | Objekt                                                                                                   | Beschreibung | Akten-Nr.                | Bild                                                         |
| --- | --- | --- | ------------------------ | ------------------------------------------------------------ |
| Alte Gasse 9 (Standort) | Doppelhaus                                                                                               | Zwei- bzw. dreigeschossiger Bau mit abgewalmtem Dach und südseitigem Überschutz, im Kern 16./17. Jahrhundert | D-7-61-000-21 Wikidata   | Doppelhaus                                                   |
| Alte Gasse 11 (Standort) | Bürgerhaus                                                                                               | Dreigeschossiger Giebelbau mit Mansarddach und südseitig Überschutz, 16./17. Jahrhundert | D-7-61-000-22 Wikidata   | Bürgerhaus                                                   |
| Alte Gasse 20, Auf dem Kreuz 23, Auf dem Kreuz 25, Jesuitengasse 14 (Standort) | Rückgebäude, Teil des ehemaligen Jesuitenkollegs                                                         | Dreigeschossiger Ostflügel mit Walmdach und Flacherker an der südlichen Fassade, um 1600, im 17./18. Jahrhundert ausgebaut Gewölbekeller, zweischiffige Anlage, unter dem Neubau der Berufsfachschule, 17. Jahrhundert | D-7-61-000-495 Wikidata  | Rückgebäude, Teil des ehemaligen Jesuitenkollegs             |
| Alte Gasse 22 (Standort) | Ehemalige St.-Georg-Apotheke                                                                             | Dreigeschossiger Satteldachbau in Ecklage mit Wellengiebel und polygonalen Eckerkern, im Kern 16. Jahrhundert, im 19. Jahrhundert verändert, mit Bronzefigur des heiligen Georg, 19. Jahrhundert | D-7-61-000-23 Wikidata   | weitere Bilder                                               |
| Altes Kautzengäßchen 8 (Standort) | Mietshaus                                                                                                | Dreigeschossiger Traufseitbau mit plastisch gestufter Fassade und übergiebelter Mittelachse, in barockisierendem Jugendstil, 1906 | D-7-61-000-25 Wikidata   | Mietshaus                                                    |
| Altes Kautzengäßchen 10 (Standort) | Mietshaus                                                                                                | Viergeschossiger Eckbau mit Mansarddach, in Formen der Neurenaissance, vielleicht von Karl Albert Gollwitzer, um 1880 | D-7-61-000-26 Wikidata   | Mietshaus                                                    |
| Altes Zeughausgäßchen 3 (Standort) | Mietshaus                                                                                                | Viergeschossiger Bau mit reicher Fassadengliederung, 1906/07 | D-7-61-000-1268 Wikidata | Mietshaus                                                    |
| Am Backofenwall 2 (Standort) | Wertachbrucker Tor                                                                                       | siehe Stadtbefestigung Augsburg | D-7-61-000-1114 Wikidata | weitere Bilder                                               |
| Am Fischertor 3 (Standort) | Mietshaus                                                                                                | Viergeschossiger Traufseitbau mit Satteldach in modernhistorisierenden Formen, um 1910, durch seitliche Giebelerker mit der Nachbarbebauung verklammert | D-7-61-000-1254 Wikidata | Mietshaus                                                    |
| Am Katzenstadel 3 (Standort) | Bürgerhaus                                                                                               | Dreigeschossiger Giebelbau mit Satteldach, Relief der Hl. Familie an Giebelseite, im Kern 17./18. Jahrhundert, Fassade 1887 | D-7-61-000-42 Wikidata   | Bürgerhaus                                                   |
| Am Katzenstadel 6, Am Katzenstadel 8 (Standort) | Bürgerhaus                                                                                               | Langgestreckter, dreigeschossiger Traufseitbau mit Satteldach, zum Teil mit Treppengiebel, im Kern 16./17. Jahrhundert, Fassade 19. Jahrhundert | D-7-61-000-43 Wikidata   | Bürgerhaus                                                   |
| Am Katzenstadel 7 (Standort) | Bürgerhaus                                                                                               | Zweigeschossiger, giebelständiger Mansarddachbau, neubarocke Fassade mit großer Pilasterordnung und Volutengiebel, im Kern 16./17. Jahrhundert | D-7-61-000-44 Wikidata   | Bürgerhaus                                                   |
| Am Katzenstadel 18 (Standort) | Wohl ehemaliges von Raunersches Fideikommißhaus                                                          | Stattlicher zweigeschossiger Walmdachbau mit Pilastergliederung, Anfang 18. Jahrhundert | D-7-61-000-45 Wikidata   | Wohl ehemaliges von Raunersches Fideikommißhaus              |
| Am Katzenstadel 18 a (Standort) | Ehemaliges Gießhaus, jetzt A. B. von Stettensches Institut                                               | Eingeschossiger Bau mit geböschten Strebepfeilern, gequetschten Ochsenaugen und architektonisch gerahmtem Portal, von Elias Holl, 1602 An der Nordseite Kanonenbohrturm, über quadratischem Grundriss mit Zeltdach und Laterne, wohl 16./17. Jahrhundert | D-7-61-000-46 Wikidata   | Ehemaliges Gießhaus, jetzt A. B. von Stettensches Institut   |
| An der Blauen Kappe 14 (Standort) | Mietshaus                                                                                                | Viergeschossiger Neubarockbau mit polygonalem Fassadenerker und Zwerchhaus, 1900 | D-7-61-000-1264 Wikidata | Mietshaus                                                    |
| An der Blauen Kappe 16 (Standort) | Mietshaus                                                                                                | Viergeschossiger, reich gegliederter Neubarockbau mit Mansarddach in Ecklage, um 1900 | D-7-61-000-64 Wikidata   | Mietshaus                                                    |
| Auf dem Kreuz 4 (Standort) | Alte Schmiede                                                                                            | Dreigeschossiger, breiter Giebelbau mit Satteldach, 16./17. Jahrhundert | D-7-61-000-90 Wikidata   | Alte Schmiede                                                |
| Auf dem Kreuz 7 (Standort) | Bürgerhaus                                                                                               | Viergeschossiger Traufseitbau mit Satteldach und Flacherker, 16. Jahrhundert | D-7-61-000-91 Wikidata   | Bürgerhaus                                                   |
| Auf dem Kreuz 8 (Standort) | Bürgerhaus                                                                                               | Dreigeschossiger, giebelständiger Satteldachbau im Kern 16./17. Jahrhundert, Fassade mit mehrfach geschwungenem Giebel des 18. Jahrhunderts | D-7-61-000-92 Wikidata   | Bürgerhaus                                                   |
| Auf dem Kreuz 9 (Standort) | Bürgerhaus                                                                                               | Schmaler dreigeschossiger Giebelbau mit Satteldach, 16./17. Jahrhundert | D-7-61-000-93 Wikidata   | Bürgerhaus                                                   |
| Auf dem Kreuz 11 (Standort) | Bürgerhaus                                                                                               | Zweigeschossiges, giebelständiges Doppelhaus mit Satteldächern, westlicher Bau mit Wellengiebel, östlicher Bau im Inneren verändert, im Kern 16./17. Jahrhundert | D-7-61-000-95 Wikidata   | Bürgerhaus                                                   |
| Auf dem Kreuz 21 (Standort) | Bürgerhaus                                                                                               | Dreigeschossiger, giebelständiger Satteldachbau mit Wellengiebel, im Kern 16./17. Jahrhundert | D-7-61-000-96 Wikidata   | Bürgerhaus                                                   |
| Auf dem Kreuz 22 (Standort) | Bürgerhaus, sogenanntes Wachszieher-Miller-Haus                                                          | Dreigeschossiger Traufseitbau mit Grabendach, 16./17. Jahrhundert, vermutlich im 18. Jahrhundert mit dem dahinterliegenden Giebelhaus verbunden | D-7-61-000-97 Wikidata   | Bürgerhaus, sogenanntes Wachszieher-Miller-Haus              |
| Auf dem Kreuz 25 (Standort) | Schulhaus St. Georg                                                                                      | Stattlicher, dreigeschossiger Neubarockbau mit Mansarddach, 1900/01 auf dem Hof des ehemaligen Jesuitenklosters errichtet | D-7-61-000-98 Wikidata   | Schulhaus St. Georg                                          |
| Auf dem Kreuz 30 (Standort) | Bürgerhaus                                                                                               | Zweigeschossiger, giebelständiger Satteldachbau mit Flacherker, 16./17. Jahrhundert | D-7-61-000-100 Wikidata  | Bürgerhaus                                                   |
| Auf dem Kreuz 49 (Standort) | Ehemaliges Weberhaus                                                                                     | Dreigeschossiger, breiter Giebelbau mit Satteldach und seitlich je einer zurückgesetzten Fensterachse, 16./17. Jahrhundert | D-7-61-000-101 Wikidata  | Ehemaliges Weberhaus                                         |
| Frauentorstraße 19 (Standort) | Bürgerhaus                                                                                               | Schmaler viergeschossiger Giebelbau mit Satteldach und Flacherker, zweite Hälfte 16. Jahrhundert, Veränderungen im späten 18. Jahrhundert und späten 19. Jahrhundert | D-7-61-000-248 Wikidata  | Bürgerhaus                                                   |
| Frauentorstraße 21 (Standort) | Bürgerhaus, sogenanntes Eligius-Haus                                                                     | Dreigeschossiger Giebelbau mit Satteldach, Volutengiebel und Flacherker, im Kern 16./17. Jahrhundert, Giebel 18. Jahrhundert | D-7-61-000-249 Wikidata  | Bürgerhaus, sogenanntes Eligius-Haus                         |
| Frauentorstraße 23 (Standort) | Bürgerhaus                                                                                               | Dreigeschossiger Traufseitbau mit Flacherker, im Kern 16./17. Jahrhundert, Fassade von Sebastian Müllegger um 1890 | D-7-61-000-250 Wikidata  | Bürgerhaus                                                   |
| Frauentorstraße 41 (Standort) | Bürgerhaus                                                                                               | Zweigeschossiger Giebelbau mit Satteldach, 16./17. Jahrhundert | D-7-61-000-257 Wikidata  | Bürgerhaus                                                   |
| Frauentorstraße 43 (Standort) | Bürgerhaus                                                                                               | Dreigeschossiges Eckhaus mit Satteldach, Volutengiebel und Zwerchhäusern, im Kern 16./17. Jahrhundert, Fassaden und Volutengiebel Neurenaissance, Ende 19. Jahrhundert, mit Auf dem Kreuz 3 | D-7-61-000-258 Wikidata  | weitere Bilder                                               |
| Frauentorstraße 49 (Standort) | Bürgerhaus                                                                                               | Dreigeschossiger Giebelbau mit Satteldach, 16./17. Jahrhundert | D-7-61-000-259           | Bürgerhaus                                                   |
| Frauentorstraße 51 (Standort) | Bürgerhaus                                                                                               | Zweigeschossiger Giebelbau mit Satteldach, Tordurchfahrt und Aufzugsluken, 16./17. Jahrhundert Rückgebäude mit zweigeschossigen Kellergewölben des 16./17. Jahrhunderts | D-7-61-000-260 Wikidata  | Bürgerhaus                                                   |
| Georgenstraße 4 (Standort) | Mietshaus                                                                                                | Dreigeschossiger Traufseitbau mit Mansarddach und neubarocker Putzfassade, bezeichnet „1904“ | D-7-61-000-1167 Wikidata | Mietshaus                                                    |
| Georgenstraße 6, Herrenhäuser 1, Herrenhäuser 3, Herrenhäuser 4, Herrenhäuser 5, Herrenhäuser 6, Herrenhäuser 7, Herrenhäuser 9, Herrenhäuser 12, Herrenhäuser 13, Herrenhäuser 14, Herrenhäuser 15, Herrenhäuser 16, Herrenhäuser 18 (Standort) | Handwerkerwohnhäuser, sogenannte Stiftsherrenhäuser                                                      | Am Ostrand des Stiftsbezirks von St. Georg um 1529/30 zu beiden Seiten eines schmalen Gassenzuges angelegte geschlossene Wohnbebauung für eine Gruppe von Webern, 14 von ursprünglich 17 planmäßig und einheitlich gestalteten zweigeschossigen Traufseitbauten zu je vier Räumen, mit Satteldach, teilweise überformt; zugehörig Georgenstraße 6                                                   | D-7-61-000-398 Wikidata  | Handwerkerwohnhäuser, sogenannte Stiftsherrenhäuser          |
| Georgenstraße 12, Georgenstraße 12a, Georgenstraße 14, Georgenstraße 14b, Thommstraße 24a, Thommstraße 24b (Standort) | Ehemaliges Stiftsgebäude St. Georg                                                                       | Langgestreckter, zweigeschossiger Trakt mit Satteldach und Durchfahrt, Front zur Straße mit je einem seitlichen Volutengiebel, von Hans Georg Mozart, 1702–1705, 1944 beschädigt, Wiederaufbau Ehemaliger Prälatenbau (Thommstraße 24 a), dreigeschossiger Satteldachbau mit geschwungenen Giebeln und polygonalen Eckerkern, 16. Jahrhundert, 1944 schwer beschädigt, im Äußeren wiederhergestellt | D-7-61-000-311 Wikidata  | weitere Bilder                                               |
| Georgenstraße 16 (Standort) | Ehemalige Stiftskirche, jetzt katholische Stadtpfarrkirche St. Georg                                     | Dreischiffige, spätgotische Basilika mit südwestlichem Turm mit Zwiebelhaube, gegründet im 11. Jahrhundert, seit 1135 Augustinerchorherrenstift, spätgotischer Neubau 1490–1505, Turmunterbau um 1142, Obergeschoss 1681, Umgestaltung 1680–1705, Erweiterung von Albert Kirchmayer 1925/27, 1944 schwer beschädigt, bis 1956 Wiederherstellung durch Thomas Wechs, mit Ausstattung                 | D-7-61-000-312 Wikidata  | weitere Bilder                                               |
| Georgenstraße 24 (Standort) | Ehemalige Malzfabrik                                                                                     | Dreigeschossiger Walmdachbau mit genutetem Erdgeschoss, gemalten Fensterbekrönungen und Fries, um 1850 | D-7-61-000-313 Wikidata  | Ehemalige Malzfabrik                                         |
| Georgenstraße 43 (Standort) | Bürgerhaus                                                                                               | Zweigeschossiger Giebelbau mit Satteldach und Hausmadonna des 18. Jahrhunderts, 16./17. Jahrhundert | D-7-61-000-314 Wikidata  | Bürgerhaus                                                   |
| Georgenstraße 45 (Standort) | Handwerkerhaus, ehemaliges Weberhaus                                                                     | Dreigeschossiger, giebelständiger Satteldachbau mit tiefliegendem Erdgeschoss, Giebelfront dem Straßenverlauf folgend geknickt, 16. Jahrhundert | D-7-61-000-315 Wikidata  | Handwerkerhaus, ehemaliges Weberhaus                         |
| Georgenstraße 49 (Standort) | Handwerkerhaus, ehemaliges Weberhaus                                                                     | Dreigeschossiger Giebelbau mit Satteldach und tiefliegendem Erdgeschoss, 16. Jahrhundert | D-7-61-000-316 Wikidata  | Handwerkerhaus, ehemaliges Weberhaus                         |
| Heilig-Kreuz-Straße 5 (Standort) | Ehemalige Augustinerchorherrenstiftskirche, jetzt Dominikanerpriorats- und Wallfahrtskirche Heilig Kreuz | Dreischiffige Hallenkirche mit eingezogenem Chor und südlichem Turm mit Zwiebelhaube, 1195 gegründet, Turmuntergeschosse 1305, Langhaus 1492 begonnen, Chorneubau 1502/08 unter Hans Engelberg, Turm 1512 erhöht, Oberteil 1677 von Michael Thumb, 1714/19 Umbau der Kirche, 1944 schwer beschädigt, Wiederaufbau des Langhauses 1946–1949 durch Robert Pfaud und Michael Kurz, mit Ausstattung     | D-7-61-000-371 Wikidata  | weitere Bilder                                               |
| Heilig-Kreuz-Straße 7 (Standort) | Evangelisch-lutherische Pfarrkirche Heilig Kreuz                                                         | Flachgedeckter Saalbau mit eingezogenem Chor unter Stichkappentonne, östlicher Dachreiter mit Zwiebelhaube, von Johann Jakob Kraus, 1652/53, anstelle der 1630 abgebrochenen Ottmarskapelle errichtet, Altarhaus 1730, mit Ausstattung | D-7-61-000-373           | weitere Bilder                                               |
| Heilig-Kreuz-Straße 9 (Standort) | Bürgerhaus                                                                                               | Giebelständiger dreigeschossiger Mansarddachbau mit Kranbalken, im Kern 16. Jahrhundert | D-7-61-000-374 Wikidata  | Bürgerhaus                                                   |
| Heilig-Kreuz-Straße 11 (Standort) | Bürgerhaus                                                                                               | Dreigeschossiger Giebelbau mit Satteldach, im Kern 16. Jahrhundert, mit zweifach gestuftem Giebel des späten 18. Jahrhunderts und Ladeneinbauten um 1900, Verbindungsbogen zu Nr. 9 | D-7-61-000-375 Wikidata  | Bürgerhaus                                                   |
| Heilig-Kreuz-Straße 13 (Standort) | Handwerkerhaus                                                                                           | Dreigeschossiger Giebelbau mit Satteldach auf schmaler Parzelle mit seitlichem Eingang, 16. Jahrhundert, Verbindungsbogen zu Nr. 11 | D-7-61-000-376 Wikidata  | Handwerkerhaus                                               |
| Heilig-Kreuz-Straße 15 (Standort) | Bürgerhaus                                                                                               | Viergeschossiger Traufseitbau mit Satteldach und Flacherker, im Kern 16. Jahrhundert, Fassade Ende 19. Jahrhundert | D-7-61-000-377 Wikidata  | Bürgerhaus                                                   |
| Heilig-Kreuz-Straße 18 (Standort) | Bürgerhaus                                                                                               | Dreigeschossiger Traufseitbau mit Satteldach und Flacherker, im Kern 16. Jahrhundert, Fassade erste Hälfte 18. Jahrhundert | D-7-61-000-378 Wikidata  | Bürgerhaus                                                   |
| Heilig-Kreuz-Straße 19 (Standort) | Bürgerhaus                                                                                               | Fünfgeschossiger Traufseitbau mit Satteldach, zwei Flacherkern und gewölbter Tordurchfahrt, 16./17. Jahrhundert | D-7-61-000-379 Wikidata  | Bürgerhaus                                                   |
| Heilig-Kreuz-Straße 30 (Standort) | Bürgerhaus                                                                                               | Dreigeschossiger Giebelbau mit Satteldach, im Kern 16. Jahrhundert, Fassade 19. Jahrhundert | D-7-61-000-381 Wikidata  | Bürgerhaus                                                   |
| Heilig-Kreuz-Straße 32 (Standort) | Bürgerhaus                                                                                               | Dreigeschossiger Eckbau, aus der Verbindung von zwei Giebelhäusern mit Satteldach entstanden, im Kern 16./17. Jahrhundert | D-7-61-000-382 Wikidata  | Bürgerhaus                                                   |
| Jesuitengasse 2 (Standort) | Ehemaliges Fuggersches Lagerhaus                                                                         | Dreigeschossiger Satteldachbau in Ecklage mit hohem, abgetrepptem Giebel, im Kern 16. Jahrhundert, Traufseite zur Frauentorstraße mit plastisch hervorgehobenem Portal und reicher Fensterdekoration, um 1800 | D-7-61-000-493 Wikidata  | Ehemaliges Fuggersches Lagerhaus                             |
| Jesuitengasse 12 (Standort) | Ehemaliges Jesuitenkolleg                                                                                | Großer dreigeschossiger Traufseitbau mit Walmdach, im Kern 1581, Veränderungen spätes 19. Jahrhundert, äußere Erscheinung 20. Jahrhundert, das Obergeschoss (ehemaliger Kongregationssaal, sogenannter Kleiner Goldener Saal) 1765 aus ursprünglich zwei Gebäuden wohl des 16. Jahrhunderts zusammengefasst und durch Johann Michael Feichtmayr und Matthäus Günther ausgestaltet                   | D-7-61-000-494 Wikidata  | weitere Bilder                                               |
| Jesuitengasse 16 (Standort) | Bürgerhaus                                                                                               | Dreigeschossiger, giebelständiger Satteldachbau mit Stufengiebel und Flacherker, am Erker Madonnen-Fresko des 18. Jahrhunderts, 16./17. Jahrhundert | D-7-61-000-496 Wikidata  | Bürgerhaus                                                   |
| Jesuitengasse 18 (Standort) | Bürgerhaus                                                                                               | Dreigeschossiger Traufseitbau mit Satteldach und Flacherker, 16.–18. Jahrhundert | D-7-61-000-497 Wikidata  | Bürgerhaus                                                   |
| Jesuitengasse 20 (Standort) | Bürgerhaus                                                                                               | Viergeschossiger Traufseitbau mit Satteldach und Flacherker, Tordurchfahrt mit stuckierter Kassettendecke, 16./17. Jahrhundert | D-7-61-000-498 Wikidata  | Bürgerhaus                                                   |
| Klinkertorstraße 1 (Standort) | Mietshaus                                                                                                | Viergeschossiger Eckbau in spätklassizistischen Formen, Ende 19. Jahrhundert | D-7-61-000-569 Wikidata  | weitere Bilder                                               |
| Klinkertorstraße 7 (Standort) | Hausmadonna                                                                                              | Ende 19. Jahrhundert | D-7-61-000-570           | Hausmadonna                                                  |
| Kohlergasse 8 a (Standort) | Ehem. Gartenhaus                                                                                         | Zweigeschossiger Walmdachbau mit freskiertem Saal um 1630 im Obergeschoss, um 1600 | D-7-61-000-1179 Wikidata | Ehem. Gartenhaus                                             |
| Kohlergasse 10 (Standort) | Zwei dreigeschossige giebelständige Bürgerhäuser                                                         | Mit Mansard- bzw. Satteldach, Flacherker, Außentreppe und auf Säulen ruhender Überschutz, im Kern 16. Jahrhundert | D-7-61-000-576 Wikidata  | Zwei dreigeschossige giebelständige Bürgerhäuser             |
| Kohlergasse 14 (Standort) | Bürgerhaus                                                                                               | Aus der Straßenflucht zurückgesetzter zweigeschossiger Giebelbau mit steilem Satteldach, 16. Jahrhundert | D-7-61-000-577 Wikidata  | Bürgerhaus                                                   |
| Kohlergasse 16 (Standort) | Bürgerhaus                                                                                               | Dreigeschossiger Giebelbau mit Satteldach und Flacherker, von Hans Holl, 16. Jahrhundert | D-7-61-000-578 Wikidata  | Bürgerhaus                                                   |
| Lange Gasse 16, Lange Gasse 18 (Standort) | Bürgerhaus                                                                                               | Stattlicher dreigeschossiger Giebelbau mit Satteldach und Überschutz, 16./17. Jahrhundert Rückgebäude, Satteldachbau mit Überschutz, wohl 16./17. Jahrhundert | D-7-61-000-603 Wikidata  | Bürgerhaus                                                   |
| Lange Gasse 17 (Standort) | Bürgerhaus                                                                                               | Dreigeschossiger Giebelbau mit Satteldach und Flacherker, 16./17. Jahrhundert | D-7-61-000-604           | Bürgerhaus                                                   |
| Lange Gasse 18 (Standort) | Bürgerhaus                                                                                               | Zweigeschossiger Giebelbau mit Satteldach, 18./19. Jahrhundert | D-7-61-000-605 Wikidata  | Bürgerhaus                                                   |
| Liebigstraße/Bourges-Platz (in der Grünanlage) (Standort) | Brunnen                                                                                                  | Gusseisen, um 1900 | D-7-61-000-1184 Wikidata | Brunnen                                                      |
| Ottmarsgäßchen 4 (Standort) | Bürgerhaus                                                                                               | Zweigeschossiger Traufseitbau mit Satteldach, 16./17. Jahrhundert | D-7-61-000-762 Wikidata  | Bürgerhaus                                                   |
| Ottmarsgäßchen 7 (Standort) | Fassade des ehemaligen Prälatenbaus zum Stift Heilig Kreuz                                               | Dreigeschossig mit Rund- und Dreiecksverdachung im 1. Obergeschoss, von Michael Thumb, 1683–87, nach Zerstörung 1944 als Fassade eines Theatermagazins wiederhergestellt und um Achse mit Einfahrtstor ergänzt, von Walther Schmidt, 1954–56; über Tor Relief Bühnenkulissen, von Max Hoene, um 1955                                                                                                | D-7-61-000-763 Wikidata  | Fassade des ehemaligen Prälatenbaus zum Stift Heilig Kreuz   |
| Sebastian-Kneipp-Gasse 6 a (Standort) | Bürgerhaus                                                                                               | Zweigeschossiger giebelständiger Satteldachbau mit Aufzugsluken und Kranbalken, 16. Jahrhundert | D-7-61-000-942 Wikidata  | Bürgerhaus                                                   |
| Sebastian-Kneipp-Gasse 8 (Standort) | Bürgerhaus                                                                                               | Breiter, zweigeschossiger Giebelbau mit Satteldach und Figurennische, 16. Jahrhundert Nebengebäude, zweigeschossiger Satteldachbau mit gemauertem Giebel, um 1850 | D-7-61-000-943 Wikidata  | Bürgerhaus                                                   |
| Sebastian-Kneipp-Gasse 11 (Standort) | Bürgerhaus                                                                                               | Breiter, zweigeschossiger Giebelbau mit Satteldach und kleinem Pultdachanbau, 16. Jahrhundert | D-7-61-000-944 Wikidata  | Bürgerhaus                                                   |
| Sebastian-Kneipp-Gasse 13 (Standort) | Bürgerhaus                                                                                               | Kleiner, zweigeschossiger Giebelbau mit Satteldach, 16. Jahrhundert | D-7-61-000-945 Wikidata  | Bürgerhaus                                                   |
| Volkhartstraße 6 (Standort) | Ehemaliges Verwaltungsgebäude der Textilberufsgenossenschaft                                             | Dreiteiliger Bau mit mittlerem achtgeschossigem Hochhaus, Betonskelett mit Ziegelausfachungen, von Robert Pfaud, 1949–1952 | D-7-61-000-1230 Wikidata | Ehemaliges Verwaltungsgebäude der Textilberufsgenossenschaft |
| Volkhartstraße 10, Volkhartstraße 12 (Standort) | Mietshaus                                                                                                | Viergeschossiger Traufseitbau mit Mezzanin und flachem Satteldach, mit turmartig überhöhten Risaliten, filigranen Balkongittern und reicher Putzdekoration, in maurisch-orientalisierendem Stil, von Karl Albert Gollwitzer, um 1885 | D-7-61-000-1055 Wikidata | Mietshaus                                                    |
| Volkhartstraße 14, Volkhartstraße 16 (Standort) | Mietshaus                                                                                                | Viergeschossiger Traufseitbau über hohem befenstertem Sockel mit Mezzanin, Zwerchgiebel und minarettartigen seitlichen Turmaufbauten, Balkongitter und reiche Putzdekoration, in Variation der maurischorientalisierenden Motive von Nr. 10/12, von Karl Albert Gollwitzer, um 1885 | D-7-61-000-1056 Wikidata | Mietshaus                                                    |
| Volkhartstraße 18 (Standort) | Wohnhaus                                                                                                 | Dreigeschossiger Traufseitbau mit flachem Satteldach und strenger, spätklassizistischer Gliederung, um 1880 | D-7-61-000-1057 Wikidata | Wohnhaus                                                     |
| Wertachbrucker-Tor-Straße 9 (Standort) | Ausleger                                                                                                 | schmiedeeisern, 18. Jahrhundert | D-7-61-000-1112          | Ausleger                                                     |
| Wertachbrucker-Tor-Straße 12 (Standort) | Bürgerhaus                                                                                               | Dreigeschossiger Traufseitbau mit Satteldach, neugotische Fassade mit Flacherker und Zwerchgiebel, im Kern 16./17. Jahrhundert | D-7-61-000-1113 Wikidata | Bürgerhaus                                                   |
| Wertachbrucker-Tor-Straße 16 (Standort) | Ehemalige Alte Wache, später Städtische Freibank                                                         | Erdgeschossiger Pavillonbau mit Walmdach, Anfang 19. Jahrhundert | D-7-61-000-1115 Wikidata | Ehemalige Alte Wache, später Städtische Freibank             |

## Ehemalige Baudenkmäler
In diesem Abschnitt sind Objekte aufgeführt, die früher einmal in der Denkmalliste eingetragen waren, jetzt aber nicht mehr. Objekte, die in anderem Zusammenhang also z. B. als Teil eines Baudenkmals weiter eingetragen sind, sollen hier nicht aufgeführt werden. Aktennummern in diesem Abschnitt sind ehemalige, jetzt nicht mehr gültige Aktennummern.

| Lage                              | Objekt                                  | Beschreibung | Akten-Nr.               | Bild                                    |
| --------------------------------- | --------------------------------------- | --- | ----------------------- | --------------------------------------- |
| Auf dem Kreuz 53 (Standort)       | Bürgerhaus                              | Dreigeschossiger Giebelbau mit Satteldach und seitlich zurückgesetzter Fensterachse | D-7-61-000-102 Wikidata | Bürgerhaus                              |
| Heilig-Kreuz-Straße 20 (Standort) | Rückgebäude, sogenannter Thorbräukeller | Winkelförmiger Bau mit Gewölben im Erdgeschoss, wohl 17./18. Jahrhundert | D-7-61-000-380 Wikidata | Rückgebäude, sogenannter Thorbräukeller |
| Herrenhäuser 8, 10, 11 (Standort) | Stiftsherrenhäuser                      | Am Ostrand des Stiftsbezirks von St. Georg zu beiden Seiten eines schmalen Gassenzuges angelegte geschlossene Wohnbebauung für die Stiftsherren, planmäßig und einheitlich gestaltete drei zweigeschossige Traufseitbauten zu je vier Räumen, mit Satteldach, um 1529/30, alle stark erneuert | D-7-61-000-398          | weitere Bilder                          |

## Abgegangene Baudenkmäler
In diesem Abschnitt sind Objekte aufgeführt, die früher einmal in der Denkmalliste eingetragen waren, jetzt aber nicht mehr existieren, z. B. weil sie abgebrochen wurden. Aktennummern in diesem Abschnitt sind ehemalige, jetzt nicht mehr gültige Aktennummern.

| Lage                        | Objekt          | Beschreibung                                                                       | Akten-Nr.               | Bild            |
| --------------------------- | --------------- | ---------------------------------------------------------------------------------- | ----------------------- | --------------- |
| Georgenstraße 11 (Standort) | Ehem. Weberhaus | Zweigeschossiger Giebelbau mit Satteldach, 16./17. Jahrhundert Abbruch Sommer 2015 | D-7-61-000-310 Wikidata | Ehem. Weberhaus |